# Tín Nghĩa, Đài Bắc

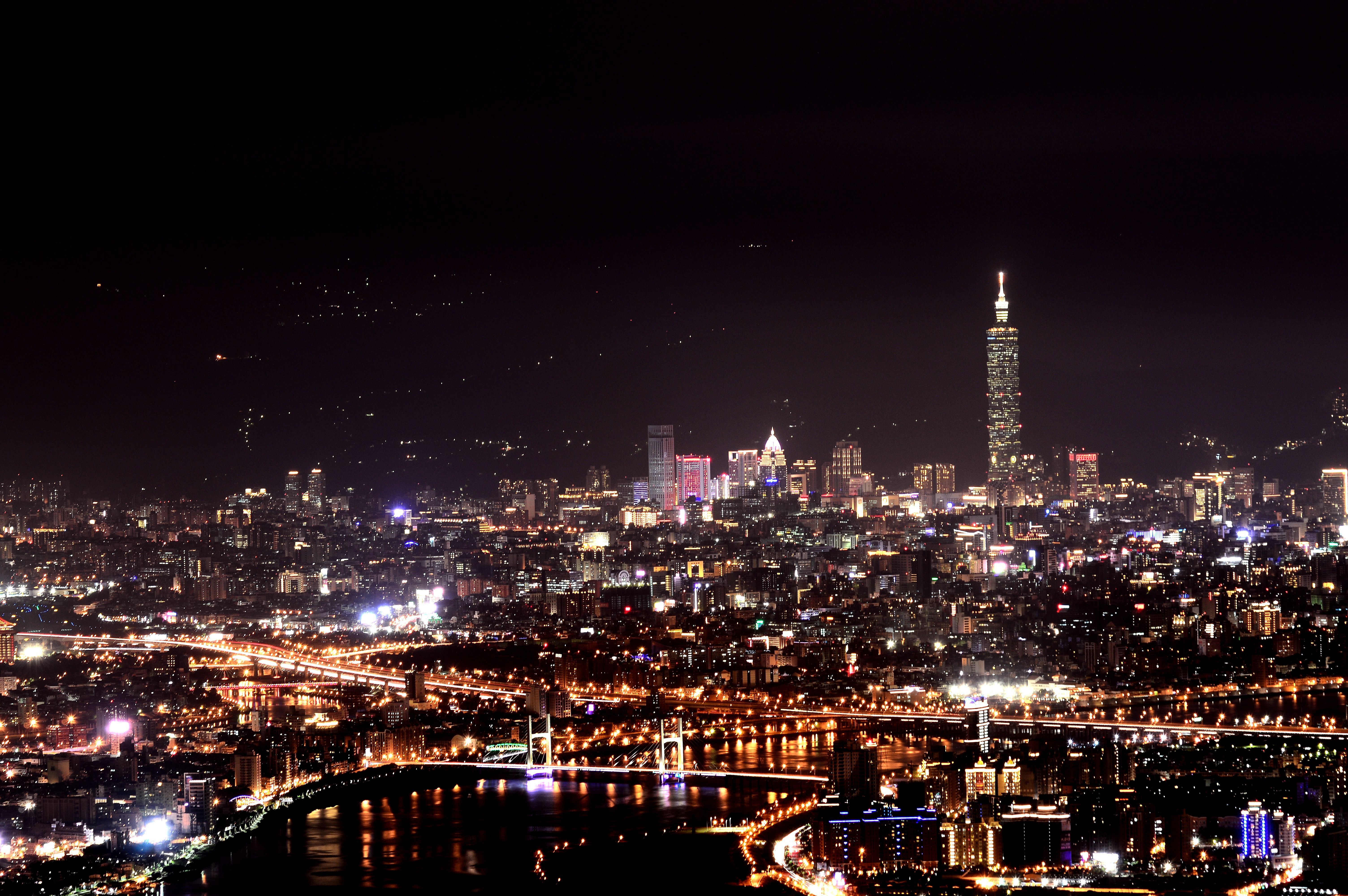
Tín Nghĩa Khu vào ban đêm

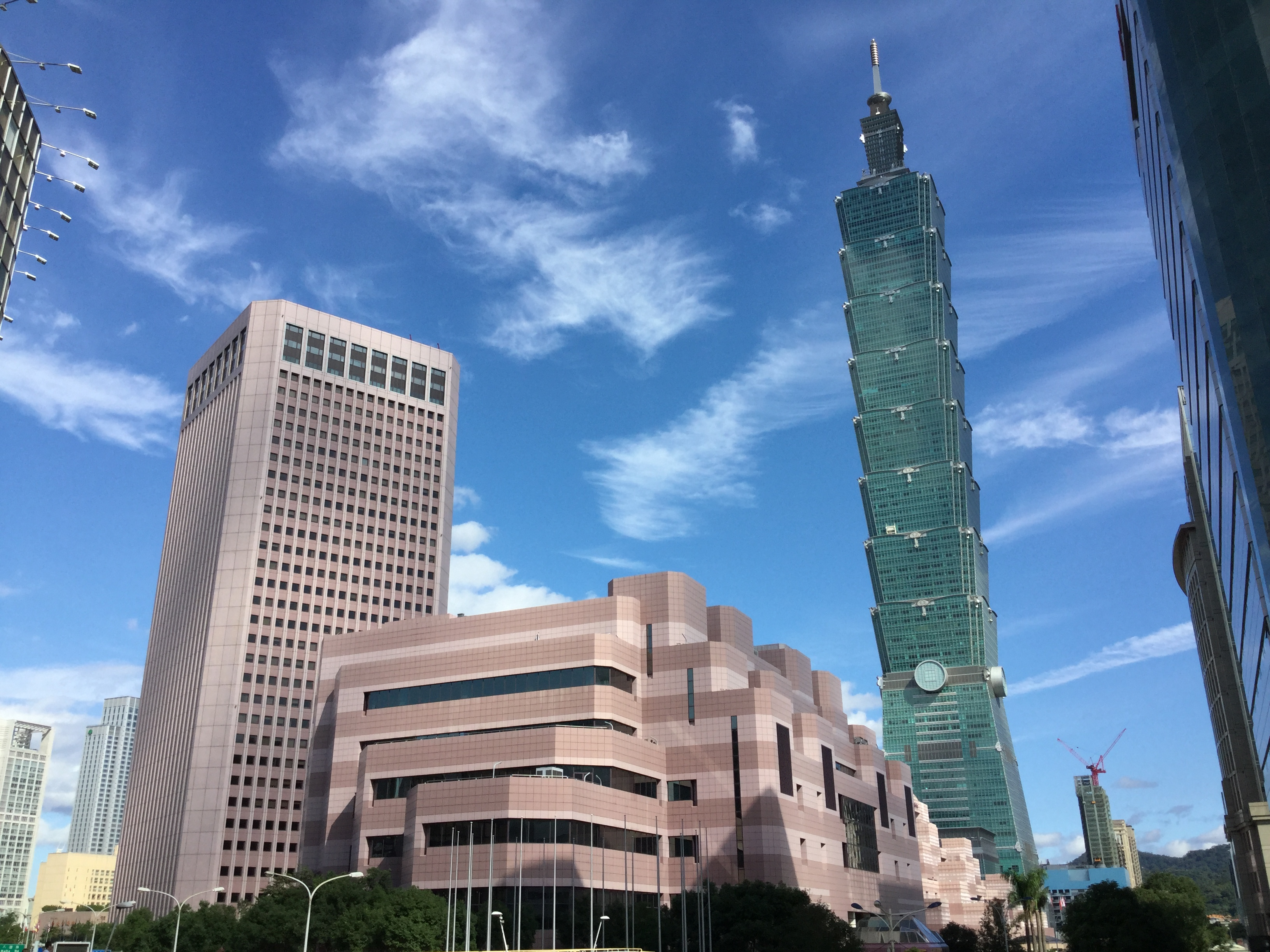
Tín Nghĩa Khu và Taipei 101 phía bên phải.

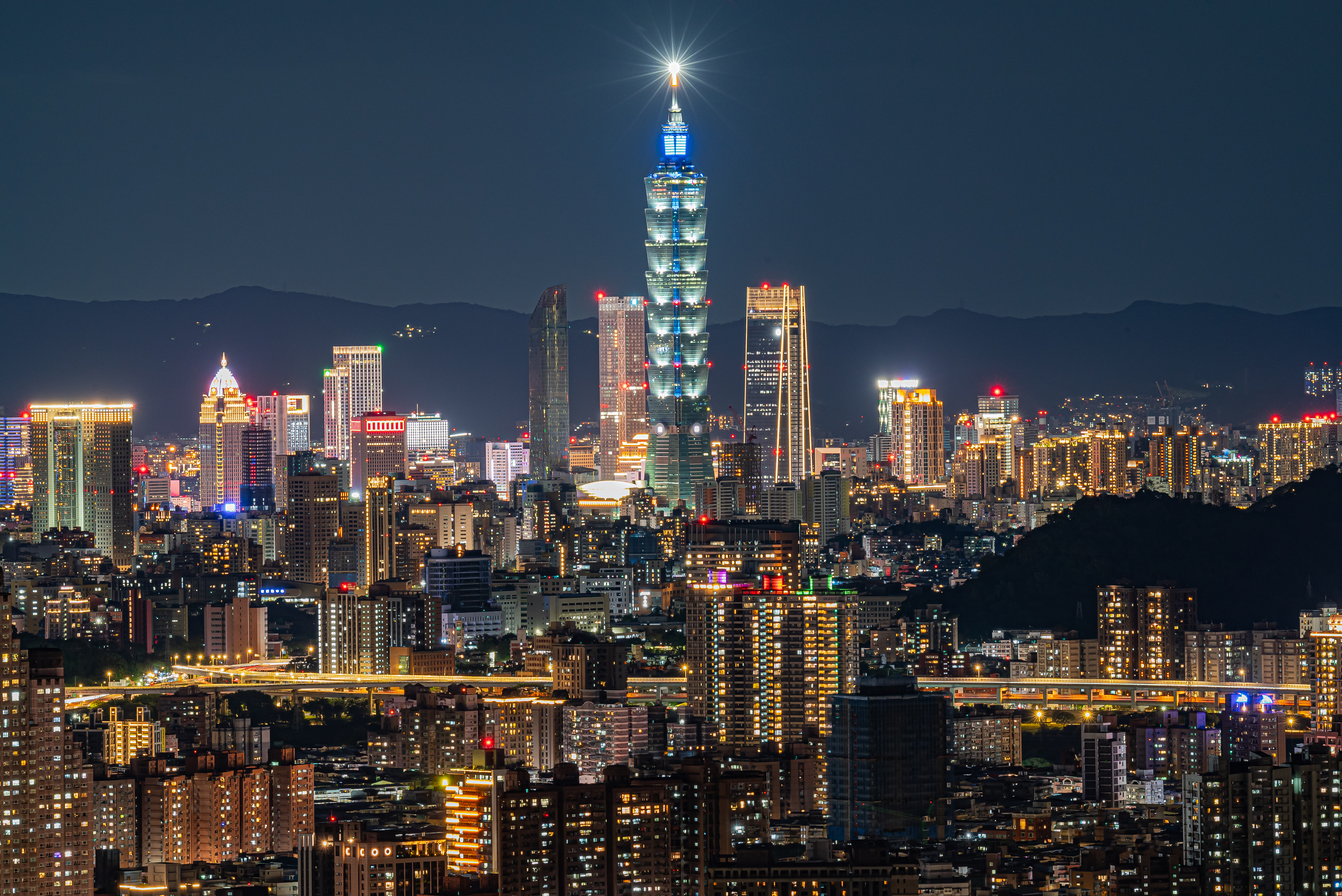
Tín Nghĩa Khu và Taipei 101 phía bên trái.

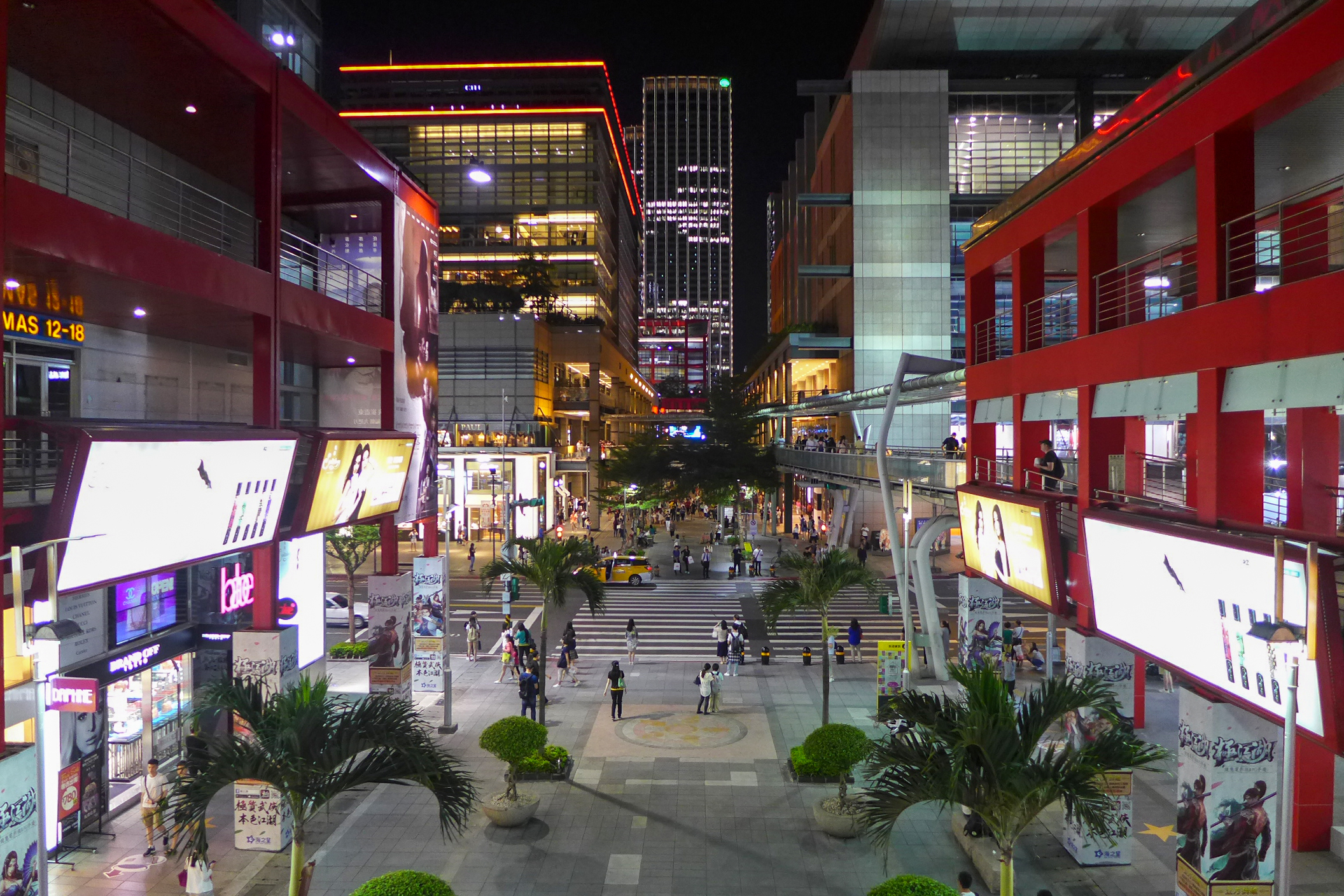
Tín Nghĩa Khu về đêm.

Tín Nghĩa tiếng Trung: 信義區; bính âm Hán ngữ: Xìnyì Qū; bính âm thông dụng: Shìnyì Chu; Bạch thoại tự: Sìn-gī-khu là một quận tại Đài Bắc. Đây cũng là quận đặt trụ sở thị trưởng và chính quyền thành phố Đài Bắc. Các tòa nhà nổi bật bao gồm Taipei 101, Hội đồng thành phố Đài Bắc, Trung tâm hội nghị quốc tế Đài Bắc, Trung tâm thương mại thế giới Đài Bắc, cùng với các phố mua sắm và khu vực giải trí đã khiến cho Tín Nghĩa trở thành quận phát triển và mang tính quốc tế nhất tại Đài Bắc. Quận Tín Nghĩa cũng được coi là quận tài chính của Đài Bắc. Nhà tưởng niệm Tôn Dật Tiên cũng nằm tại quận này.
Dưới thời Nhật Bản đô hộ, vào năm 1920, làng Tùng Sơn, là thôn đầu tiên trong số nhiều thôn tạo thành địa bàn quận hiện nay đã được thành lập. Năm 1938, làng được sap nhập vào thành phố Đài Bắc. Năm 1980, đây từng là quận đông dân nhất thành phố. Năm 1990, Tín Nghĩa đã tách ra thành một quận riêng trên cơ sở nửa phía nam của quận Tùng Sơn khi các quận của Đài Bắc được tái tổ chức.